# 12624 Mariacunitia
12624 Mariacunitia (tên chỉ định: 9565 P-L) là một tiểu hành tinh vành đai chính. Nó được phát hiện bởi Cornelis Johannes van Houten, Ingrid van Houten-Groeneveld, và Tom Gehrels ở Đài thiên văn Palomar ở Quận San Diego, California, ngày 17 tháng 10 năm 1960. Nó được đặt theo tên Maria Cunitz, một nhà thiên văn học thế kỷ 17.